# Stenele tripuncta
Stenele tripuncta är en fjärilsart som beskrevs av W. Warren 1900. Stenele tripuncta ingår i släktet Stenele och familjen mätare. Inga underarter finns listade i Catalogue of Life.